# Erbéviller-sur-Amezule

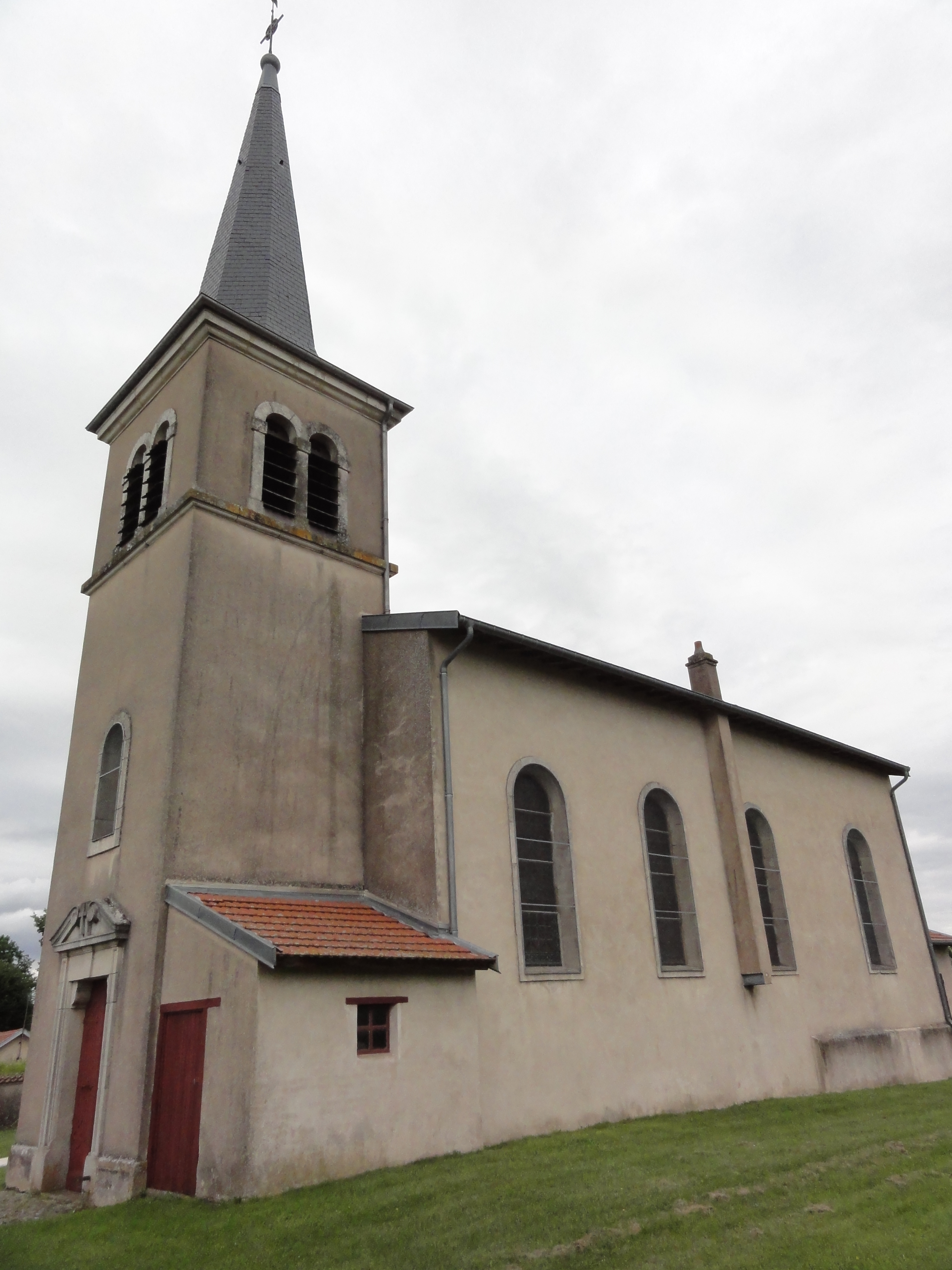
Kościół św. Germana (2016)

Erbéviller-sur-Amezule – miejscowość i gmina we Francji, w regionie Grand Est, w departamencie Meurthe i Mozela.
Według danych na rok 1990 gminę zamieszkiwało 67 osób, a gęstość zaludnienia wynosiła 15 osób/km² (wśród 2335 gmin Lotaryngii Erbéviller-sur-Amezule plasuje się na 978. miejscu pod względem liczby ludności, natomiast pod względem powierzchni na miejscu 1057.).

## Populacja

Populacja Erbéviller-sur-Amezule w latach 1962–2008